# Micrurus browni
Micrurus browni este o specie de șerpi din genul Micrurus, familia Elapidae, descrisă de Werner Theodor Schmidt și Smith 1943. A fost clasificată de IUCN ca specie cu risc scăzut.

## Subspecii
Această specie cuprinde următoarele subspecii:
- M. b. browni
- M. b. importunus
- M. b. taylori